# Behrouz Khosrozadeh
Behrouz Khosrozadeh (* 21. November 1959 in Buschehr, Iran) ist ein iranisch-deutscher Politologe und Publizist.
Khosrozadeh lebt seit 1985 in Deutschland. Im Jahr 2003 wurde er am politikwissenschaftlichen Seminar der Georg-August-Universität Göttingen promoviert, wo er von 2004 bis 2006 als Lehrbeauftragter tätig war. Seit 2012 lehrt er am Göttinger Institut für Demokratieforschung der Sozialwissenschaftlichen Fakultät der Universität Göttingen.
Khosrozadeh ist Buchautor mit zahlreichen Veröffentlichungen.
Er schrieb u. a. für Berliner Zeitung, Handelsblatt, Die Tagespost, Neue Zürcher Zeitung.

## Schriften
- Demokratie und Zivilgesellschaft in Okzident und Orient : eine vergleichende Studie ; der islamische Orient: das Fallbeispiel Iran. Verlag für Wissenschaft und Forschung VWF/Berlin 2003. (Zugl.: Göttingen, Univ., Diss.)
- Die Ayatollahs und der Große Satan. Iran – USA. Die Beziehungen im historisch-analytischen Überblick. Verlag Dr. Köster, Berlin 2007.
- mit Sarah Sinnreich: Iran – Republik der Täuschung, Tricks und Propaganda : die Nuklearmachtambitionen des schiitischen Gottesstaates. Verlag Dr. Köster, Berlin 2015.